# Світовий фінансовий центр

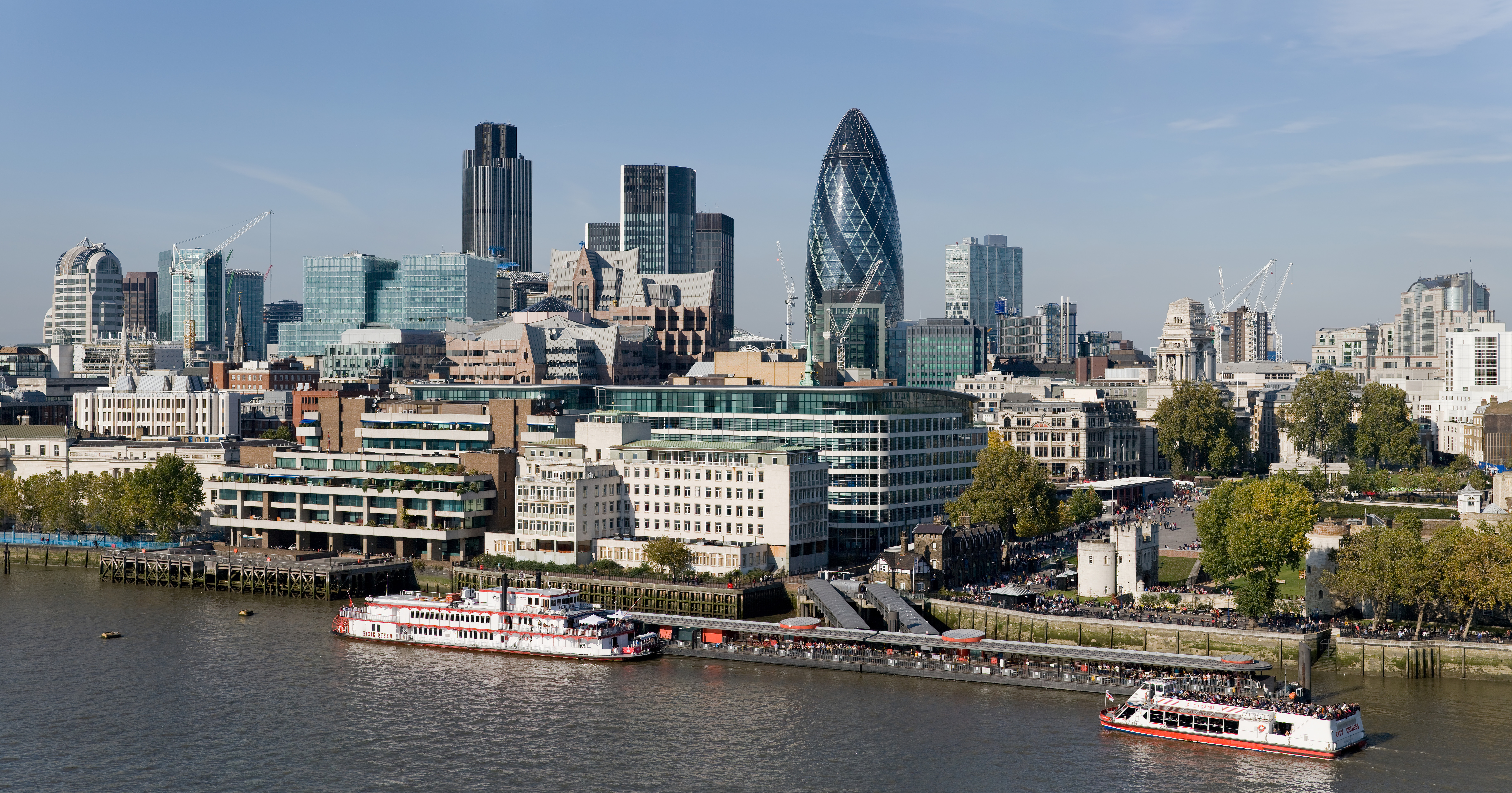
Економіка Лондона, Англія, майже повністю складається з компаній, що надають фінансові послуги.

Фінансовий центр — це глобальне місто, в якому багато банків міжнародного значення, великих фірм, та є фондова біржа.
Міжнародний фінансовий центр — це нечітко визначений термін, який вживають на позначення важливого учасника міжнародного фінансового ринку. Міжнародний фінансовий центр зазвичай має хоча б одну велику фондову біржу

## Індекс глобальних фінансових центрів
Індекс світових глобальних фінансових центрів укладається британським мозковим центом Z/Yen і його щорічно публікує Лондонська міська корпорація. За даними 2011 року, чільна десятка фінансових центрів має такий вигляд:

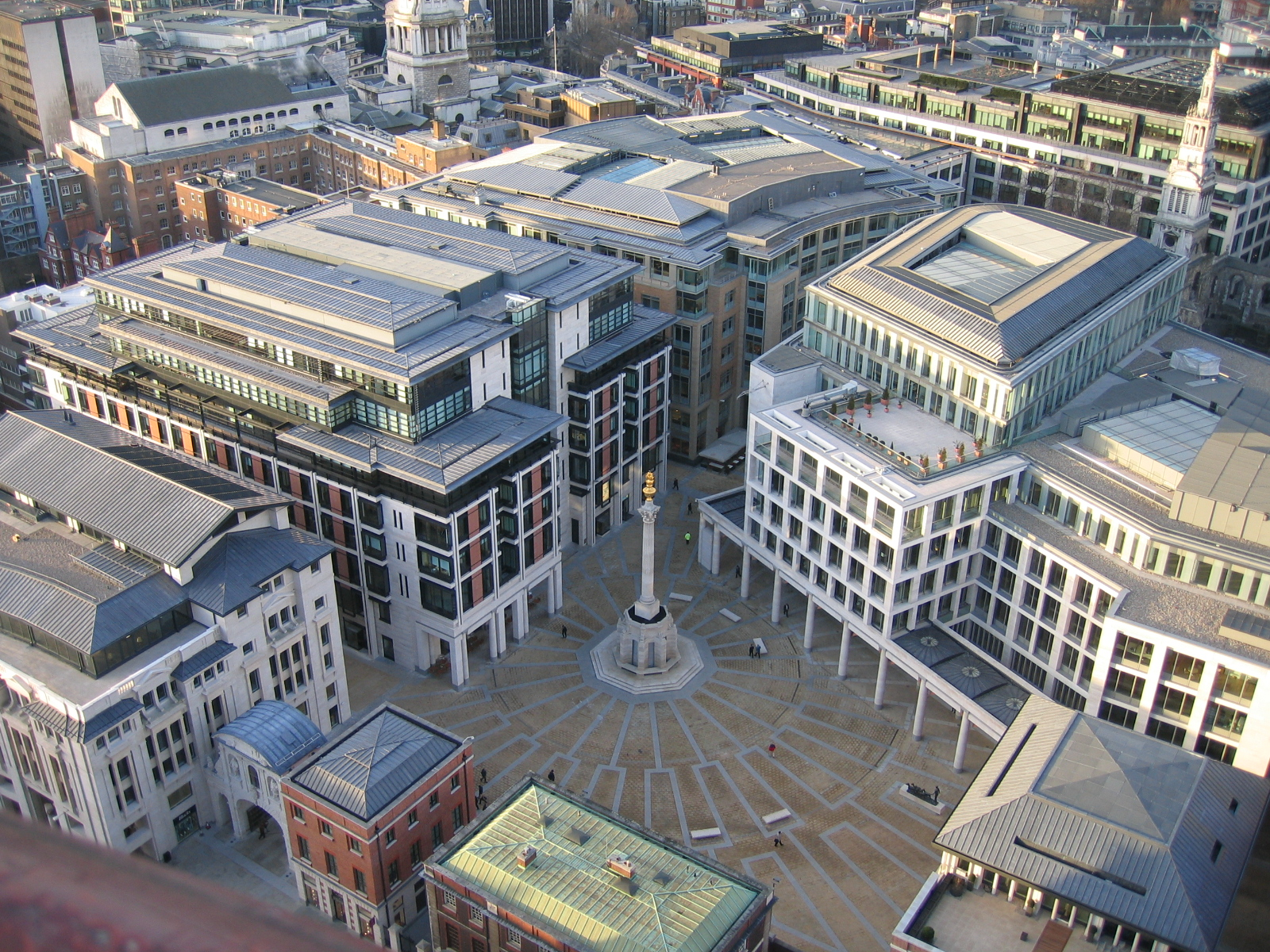
Лондонська фондова біржа

| 1.  | Лондон        |
| 2.  | Нью-Йорк      |
| 3.  | Гонконг       |
| 4.  | Сінгапур      |
| 5.  | Шанхай        |
| 6.  | Токіо         |
| 7.  | Чикаго        |
| 8.  | Цюрих         |
| 9.  | Сан-Франциско |
| 10. | Торонто       |

## Індекс розвитку міжнародних фінансових центрів

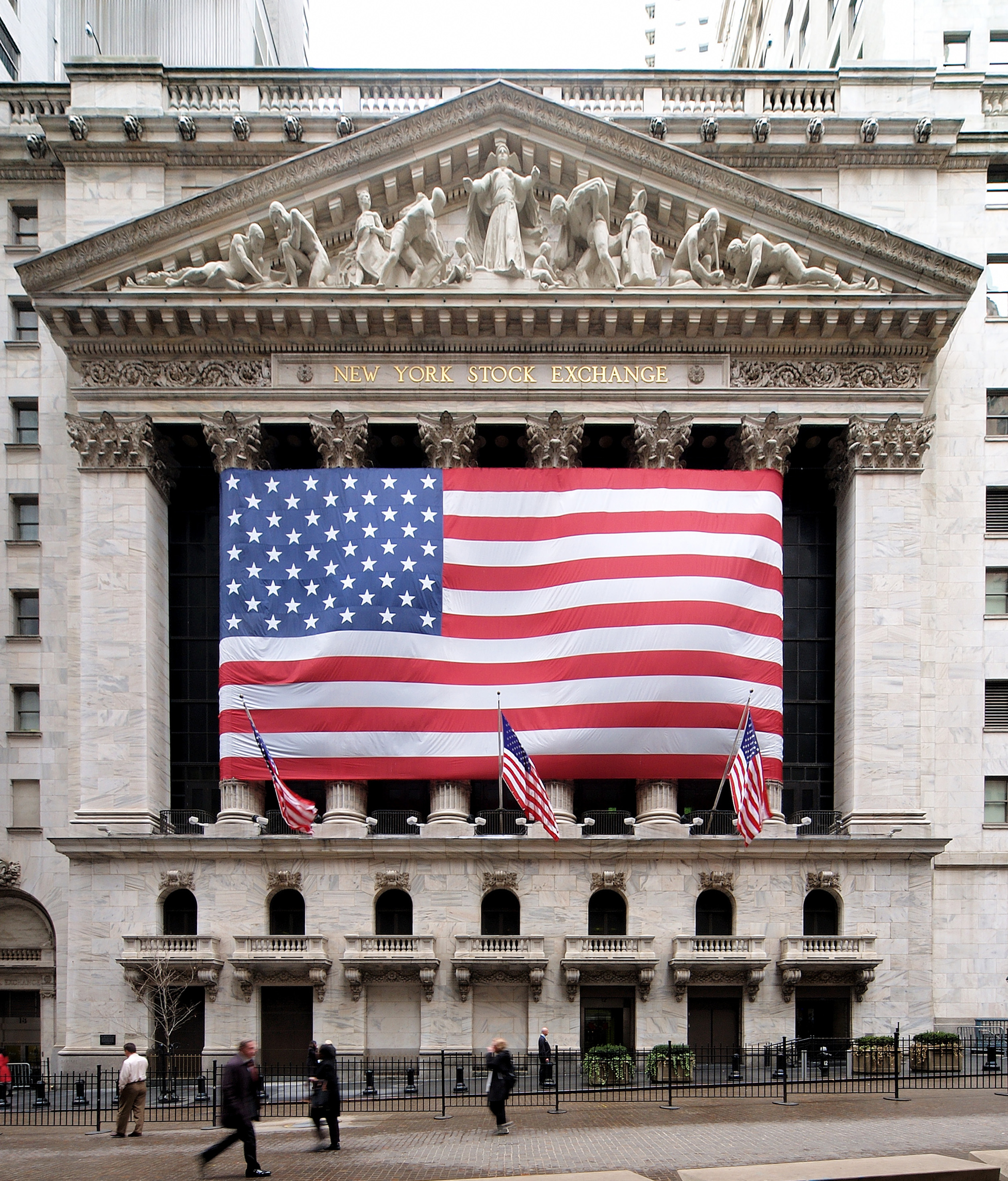
Нью-Йоркська фондова біржа

У 2011 році, американська Чиказька товарна біржа та Dow Jones & Company в співпраці з агентством новин Сіньхуа випустили індекс розвитку міжнародних фінансових центрів Сіньхуа-Дов Джонс. Згідно з цим індексом перша десятка світових фінансових центрів така:
| 1.  | Нью-Йорк  |
| 2.  | Лондон    |
| 3.  | Токіо     |
| 4.  | Гонконг   |
| 5.  | Сінгапур  |
| 6.  | Шанхай    |
| 7.  | Париж     |
| 8.  | Франкфурт |
| 9.  | Сідней    |
| 10. | Амстердам |

## Найпотужніші економічно міста світу

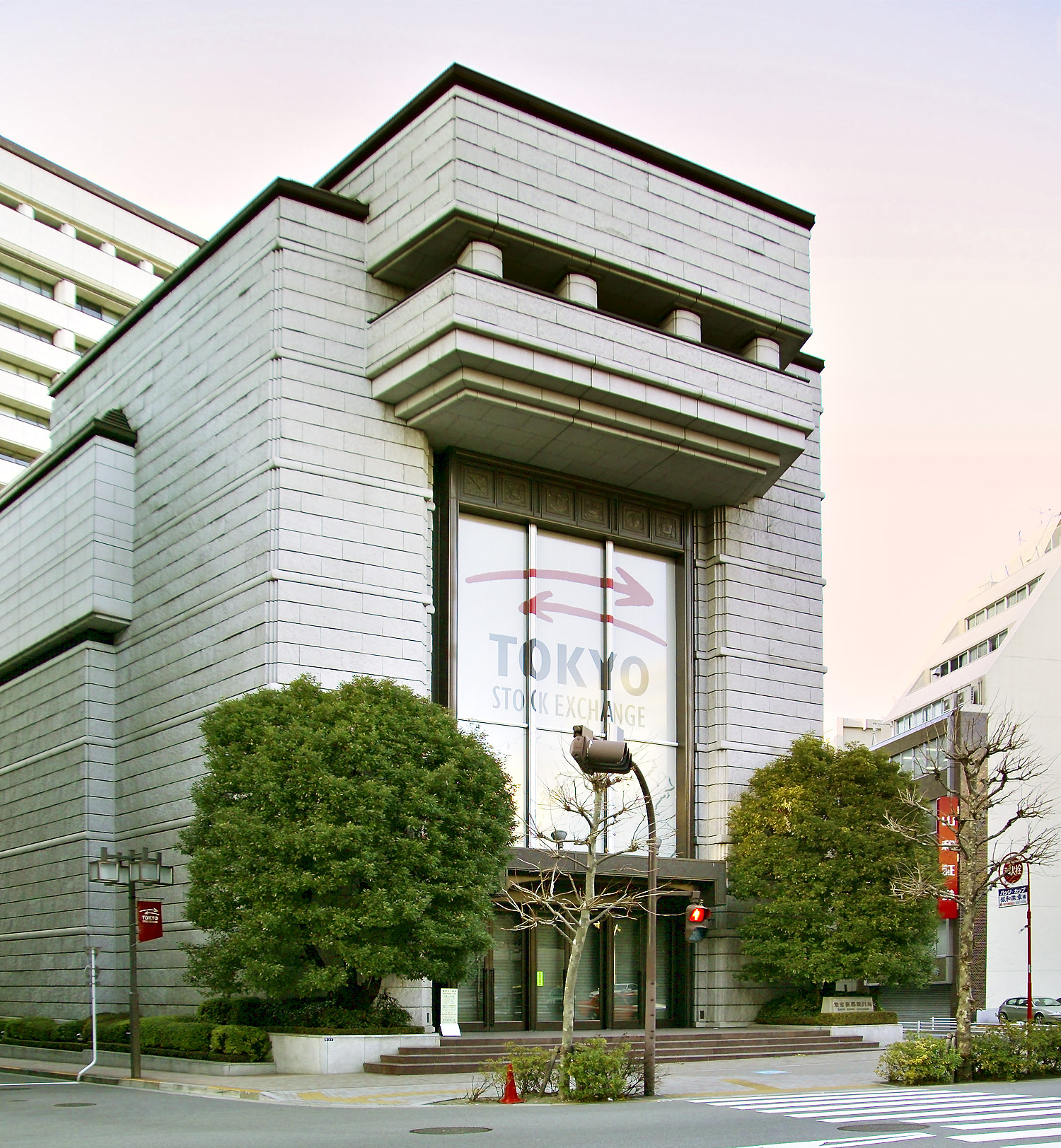
Токійська фондова біржа

У 2008 році журнал Forbes визначив десятку найбільш економічно впливових та потужних міст світу:
1. Лондон
2. Гонконг
3. Нью-Йорк
4. Токіо
5. Чикаго
6. Сеул
7. Париж
8. Лос Анджелес
9. Шанхай
10. Торонто

## Індекс міжнародних центрів торгівлі

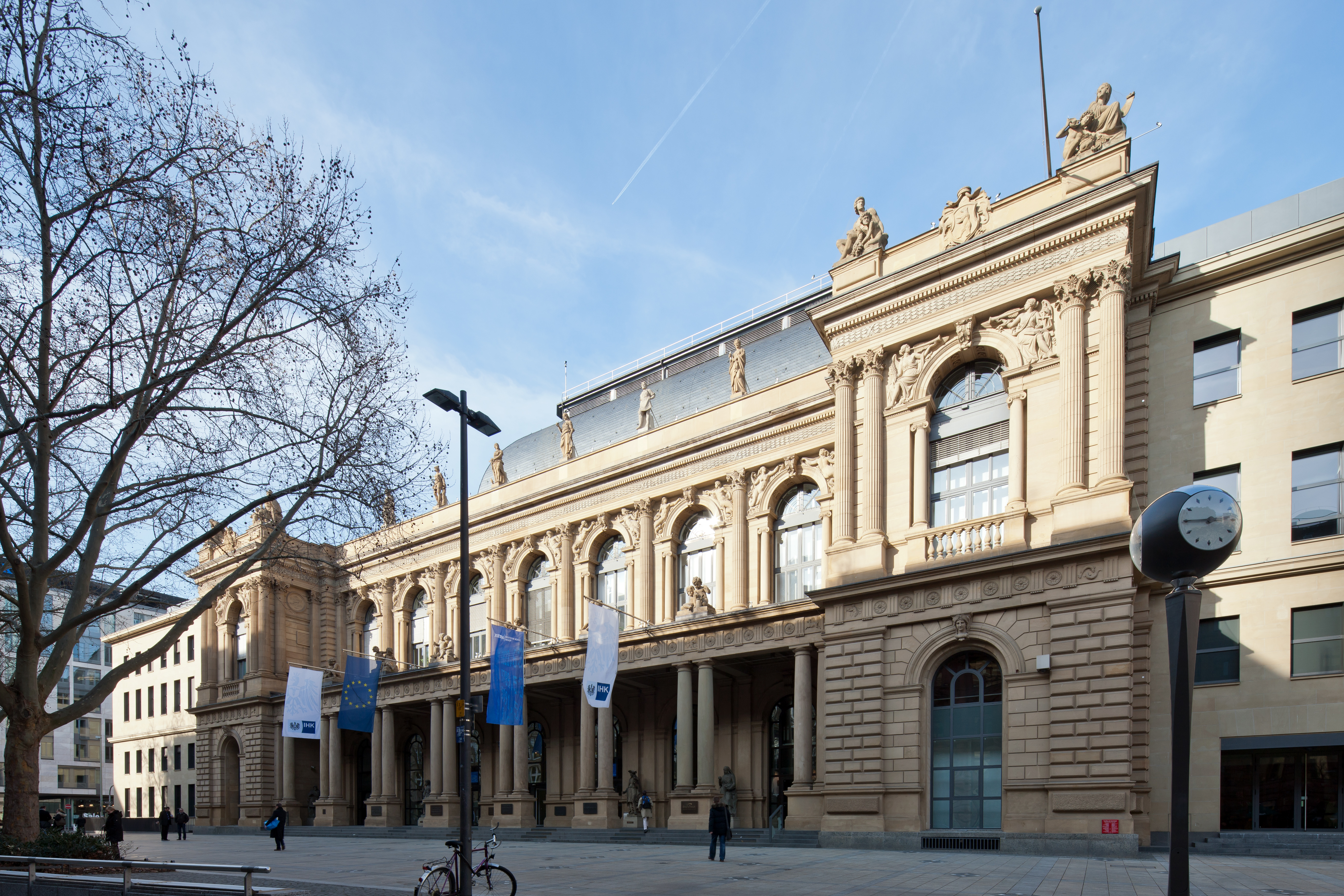
Франкфуртська фондова біржа

Індекс світових центрів комерції укладає щорічно корпорація MasterCard. Станом на 2008 рік, перша десятка комерційних центрів згідно з цим індексом:
1. Лондон
2. Нью-Йорк
3. Токіо
4. Сінгапур
5. Чикаго
6. Гонконг
7. Париж
8. Франкфурт
9. Сеул
10. Амстердам

## Фінансові центри в Україні
В Україні фінансові центри сформувалися ще на початку XX ст. Ними стали найбільші міста: Київ, Львів, Харків, Одеса. За роки незалежності сюди можна також додати Дніпро (де розташований головний офіс найбільшого в Україні банку ПриватБанк).